# ケンタウルス族 (小惑星)
| 太陽 木星のトロヤ群 (6,178) 散乱円盤天体 (>300) 海王星のトロヤ群 (9) | 巨大惑星: J · S · U · N ケンタウルス族 (44,000) エッジワース・カイパーベルト (>100,000) |

| 太陽系外縁天体                                         | 太陽系外縁天体         |
| ------------------------------------------------------ | ---------------------- |
| エッジワース ・カイパー ベルト （海王星との 軌道共鳴） | (3:4)                  |
| エッジワース ・カイパー ベルト （海王星との 軌道共鳴） | 冥王星族 (2:3)         |
| エッジワース ・カイパー ベルト （海王星との 軌道共鳴） | (3:5)                  |
| エッジワース ・カイパー ベルト （海王星との 軌道共鳴） | キュビワノ族 ( - )     |
| エッジワース ・カイパー ベルト （海王星との 軌道共鳴） | (1:2)                  |
| 散乱円盤天体                                           |                        |
| オールトの雲                                           |                        |
| 類似天体                                               | ケンタウルス族         |
| 類似天体                                               | 海王星のトロヤ群       |
| 類似天体                                               | 彗星（遷移天体）       |
| 関連項目                                               | 準惑星（冥王星型天体） |
| 関連項目                                               | 太陽系小天体           |
| ■Portal ■Project ■Template                             |                        |

| 小惑星                     |                              |
| 地球近傍小惑星             |                              |
| 地球の準衛星               |                              |
| 小惑星帯                   |                              |
| 木星のトロヤ群             |                              |
| ダモクレス族（逆行小惑星） |                              |
| ケンタウルス族             |                              |
| 太陽系外縁天体             |                              |
| 関連項目                   | 小惑星の衛星                 |
| 関連項目                   | 小惑星のスペクトル分類       |
| 関連項目                   | 潜在的に危険な小惑星         |
| 関連項目                   | 彗星・小惑星遷移天体         |
| 関連項目                   | 太陽系小天体（彗星）         |
| 関連項目                   | 彗星                         |
| 関連項目                   | マイナープラネット（旧分類） |
| ■Portal ■Project ■Template |                              |

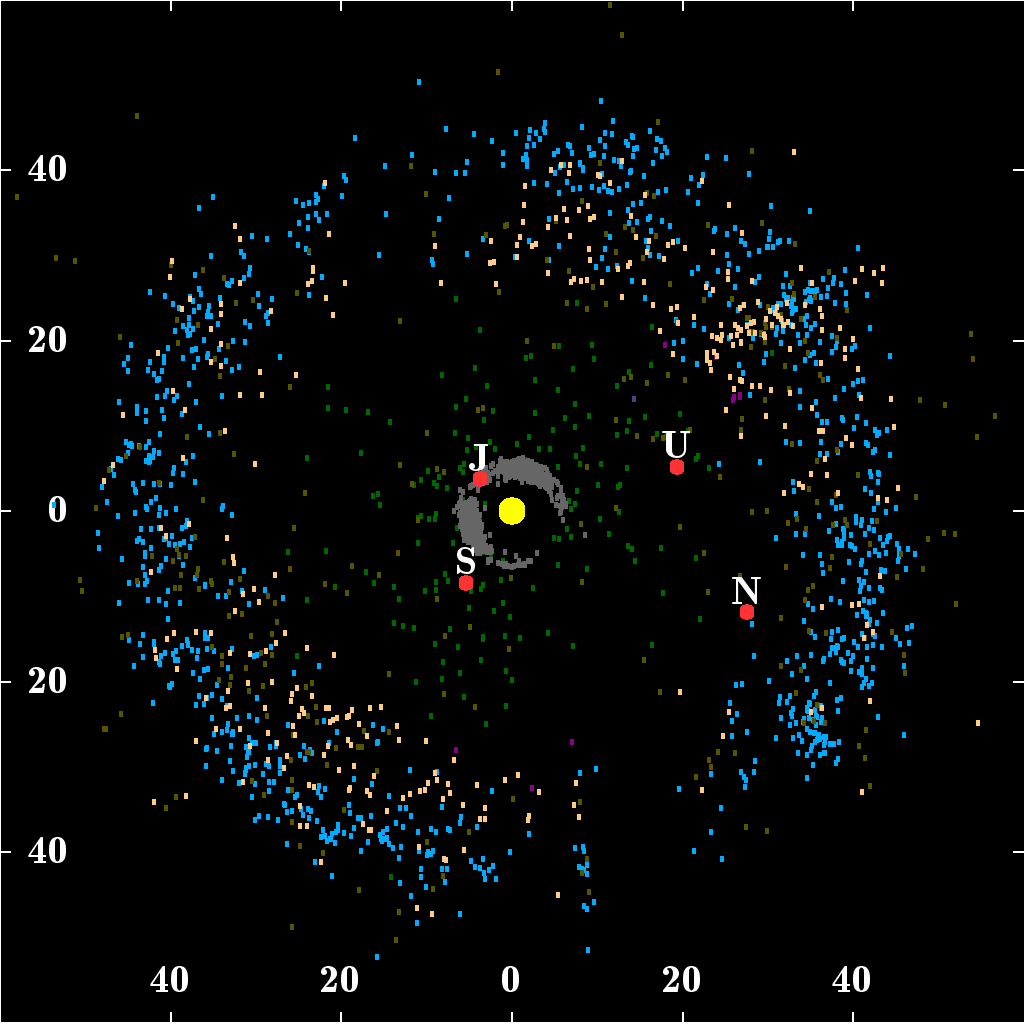
既知の外部太陽系天体の位置を示した図。
ケンタウルス族は一般にエッジワース・カイパーベルトの内側、木星のトロヤ群の外側の軌道にある。
(縦横の軸はau; 元期2015年1月15日; 括弧内の数値は天体数を表す)

ケンタウルス族（ケンタウルスぞく、centaur）は、木星から海王星の公転軌道の間に近日点または軌道長半径を持つ太陽系小天体の総称。日本語では「族」と呼ばれるが、類似の軌道要素を持ち、共通の母天体を持つ太陽系小天体の集団を指す「小惑星族 (family)」ではない。ケンタウルス族は、一般に彗星と小惑星の両方の特徴を持つため、ギリシャ神話に登場する半人半馬のケンタウロスにちなんで名付けられる。ケンタウルス族の軌道は力学的に不安定であり、わずか数百万年しか維持されないと考えられており、安定した軌道を持つ可能性がある既知のケンタウルス族は、(514107) Kaʻepaokaʻawela のみである。大型天体の観測に偏りがあるため、総数を決定するのは困難であるが、太陽系内の直径1キロメートル (km) 以上のケンタウルス族の数は、少なくとも44,000個以上は存在し、1000万個以上存在するとも推定されている。
ジェット推進研究所が採用しているケンタウルス族の定義に合致する天体の中で最初に発見されたのは、1920年に発見されたヒダルゴ (944 Hidalgo) である。しかしながら、ケンタウルス族が特定の集団として認識されたのは、1977年にキロン (2060 Chiron) が発見されて以降である。既知のケンタウルス族で最大の天体カリクロー (10199 Chariklo) は、中規模のメインベルト小惑星と同程度の直径260 kmの大きさがあり、環を持つことで知られている。
2021年現在、ケンタウルス族の天体はまだ近接撮影されていない。ただし、2004年に探査機カッシーニによって近接撮影された土星の第9衛星フェーベ (Saturn IX) は、エッジワース・カイパーベルトに起源を持つケンタウルス族が土星に捕獲された天体であるとする説が出されている。また1998年にはハッブル宇宙望遠鏡によってアスボルス (8405 Asbolus) が分光観測されており、その表面の特徴についていくつかの情報が得られている。
ケンタウルス族のような軌道を占めることが知られている天体のうち、約30個の天体で彗星のようなコマが観測されており、そのうちキロン、エケクルス (60558 Echeclus) 、シュヴァスマン・ヴァハマン第1彗星 (29P/Schwassmann-Wachmann 1) は、木星軌道を超えた領域で揮発性物質の生成が検出可能なレベルで観測された。そのため、キロンとエケクルスは小惑星と彗星の両方に分類されている。シュヴァスマン・ヴァハマン第1彗星は最初から彗星として発見されたため、彗星としてのみ登録されている。太陽近くまで摂動されたケンタウルス族は、彗星として観測されるものと考えられている。

## 分類
国際天文学連合の小天体命名法ワーキンググループ (WG Small Bodies Nomenclature) は、ケンタウルス族の定義について公式な見解を示していない。一般的には「木星と海王星の間と太陽を周回する軌道を持ち、1つ以上の巨大惑星の軌道を横切る小天体」とされるが、定義には曖昧さが残る。この領域の軌道は長期的には不安定であるため、現在はどの惑星の軌道を横切っていない2000 GM137や2001 XZ255のようなケンタウルス族であっても、少しずつ軌道が変化しており、巨大惑星に摂動された結果いずれ1つ以上の巨大惑星の軌道を横切るようになる。分類の基準には機関や研究者によって相違が見られる。外部太陽系の領域に軌道長半径を持つ天体だけをケンタウルス族とする研究者がいる一方で、軌道が同様に不安定であるとして、木星と海王星間の領域内に近日点を持つ天体全てをケンタウルス族とする研究者もいる。

### 様々な分類基準
機関によって、分類に用いられる基準は異なる。主に基準となる近日点距離 (q) と軌道長半径 (a) を何天文単位 (au) とするかで差異が見られる。
- 小惑星センター (Minor Planet Center, MPC) は、木星軌道よりも大きな近日点距離 (q > 5.2 au) と、海王星軌道よりも小さな軌道長半径 (a < 30.1 au) を持つものと定義している[11]。リストではケンタウルス族と散乱円盤天体をまとめて表示している[12]。
- ジェット推進研究所 (JPL) は、軌道長半径が木星軌道から海王星軌道の間 (5.5 au ≤ a ≤ 30.1 au) の天体をケンタウルス族に分類している[13]。
- Deep Ecliptic Survey (DES) は、力学的な分類スキームを用いてケンタウルス族を定義している。これらの分類は、現在の軌道を1000万年以上延長したときの挙動の変化をシミュレートしたものである。DESでは、シミュレーション中のどの時点においてもその近日点が海王星の軌道長半径よりも小さな非共鳴天体、と定義している。この定義は惑星横断軌道を持つ天体と同義であり、現在の軌道の継続期間が比較的短いことを示唆している[14]。
- The Solar System Beyond Neptune (2008)は、木星と海王星の間に軌道長半径を持ち、木星とのティスラン・パラメータ (TJ) が3.05以上の天体をケンタウルス族と定義、TJ < 3.05 かつ q < 7.35 au（木星と土星の軌道長半径の中間値）の天体を木星族彗星と分類し、軌道長半径が海王星より大きく不安定な軌道を持つ天体を散乱円盤天体として分類した[15]。
- JPLのSmall-Body Databaseには500以上の天体がケンタウルス族として登録されている[16]。さらに、天王星軌道よりも小さな近日点距離 (q ≤ 19.2) を持つ太陽系外縁天体 (TNO) が150個以上存在する[17]。

### 分類方法に挟まれた天体
The Solar System Beyond Neptune (2008)の基準では、これまでケンタウルス族に分類されてきたエケクルス (q = 5.8 au; TJ = 3.03) と オーキュロエー (q = 5.8 au; TJ = 2.95) は木星族彗星に分類される。伝統的にメインベルト小惑星に分類されてきたヒダルゴ (q = 1.95 au; TJ = 2.07) は、JPLではケンタウルス族に分類されている。シュヴァスマン・ヴァハマン第1彗星 (q = 5.72 au; TJ = 2.99) は、定義によってケンタウルス族と木星族彗星のいずれかに分類される。
このような分類方法の違いに挟まれた天体として (44594) 1999 OX3がある。これは32 auの軌道長半径を持ちながら天王星と海王星の軌道を横切っており、DES (Deep Ecliptic Survey) では外部ケンタウルス族 (outer centaur) として分類されている。内部ケンタウルス族では、木星に非常に近い近日点距離を持つ (434620) 2005 VD が、JPL と DES の両方でケンタウルス族としてリストアップされている。
ケンタウルス領域を通過するエッジワース・カイパーベルト天体の進化の最近の軌道シミュレーションでは、5.4 auから7.8 auの間に、全ケンタウルス族の21%が通過する短寿命の「軌道ゲートウェイ」が存在し、木星族彗星になるケンタウルス族の72%が含まれていることが判明している。この領域には、シュワスマン・ワハマン第1彗星、P/2010 TO20 LINEAR-Grauer、P/2008 CL94 Lemmon、2016 LN8 の 4 つの天体が存在することが知られているが、シミュレーションでは、まだ検出されていない半径 1 km 以上の天体が 1000 個以上存在する可能性があることが示されている。このゲートウェイ領域にある天体は、大きな活動を示す可能性があり、ケンタウルス族と木星族彗星の区別をさらに曖昧にする重要な進化の移行状態にある。

## 軌道

### 分布

既知のケンタウルス族の軌道。横軸は軌道長半径（対数）、縦の角度は軌道傾斜角、線の長さは離心率を示している。

右図では、既知のケンタウルス族の軌道を、惑星の軌道との関係で示している。ケンタウルス族の軌道は、非常に偏心したものから、より円形のものまで、幅広い範囲の離心率が見られる。非常に珍しい軌道を持ついくつかの天体は黄色で示されている。
- 1999 XS35 (アポロ群小惑星にも分類される) の軌道は、非常に離心率が大きく (e = 0.947)、地球の内側 (0.94 au) から海王星のはるか彼方 (34 au以上) までの軌道を描いている。
- 2007 TB434は真円に近い軌道 (e < 0.026) をたどる。
- 2001 XZ255は最も小さな軌道傾斜角 (i < 3°) を持つ。
- 2004 YH32は、極端に大きな軌道傾斜角 (i > 60°) を持つ、ケンタウルス族でもごくまれな天体の1つで、79°という非常に大きな軌道傾斜角を持つ。

10個以上の逆行軌道を持つケンタウルス族が知られており、軌道傾斜角が中程度のものから極端なものまで様々である。これらの高傾斜で逆行軌道を持つケンタウルス族のうち17個は太陽系外に起源を持つとする説が出され、議論の的となった。

### 軌道の変化

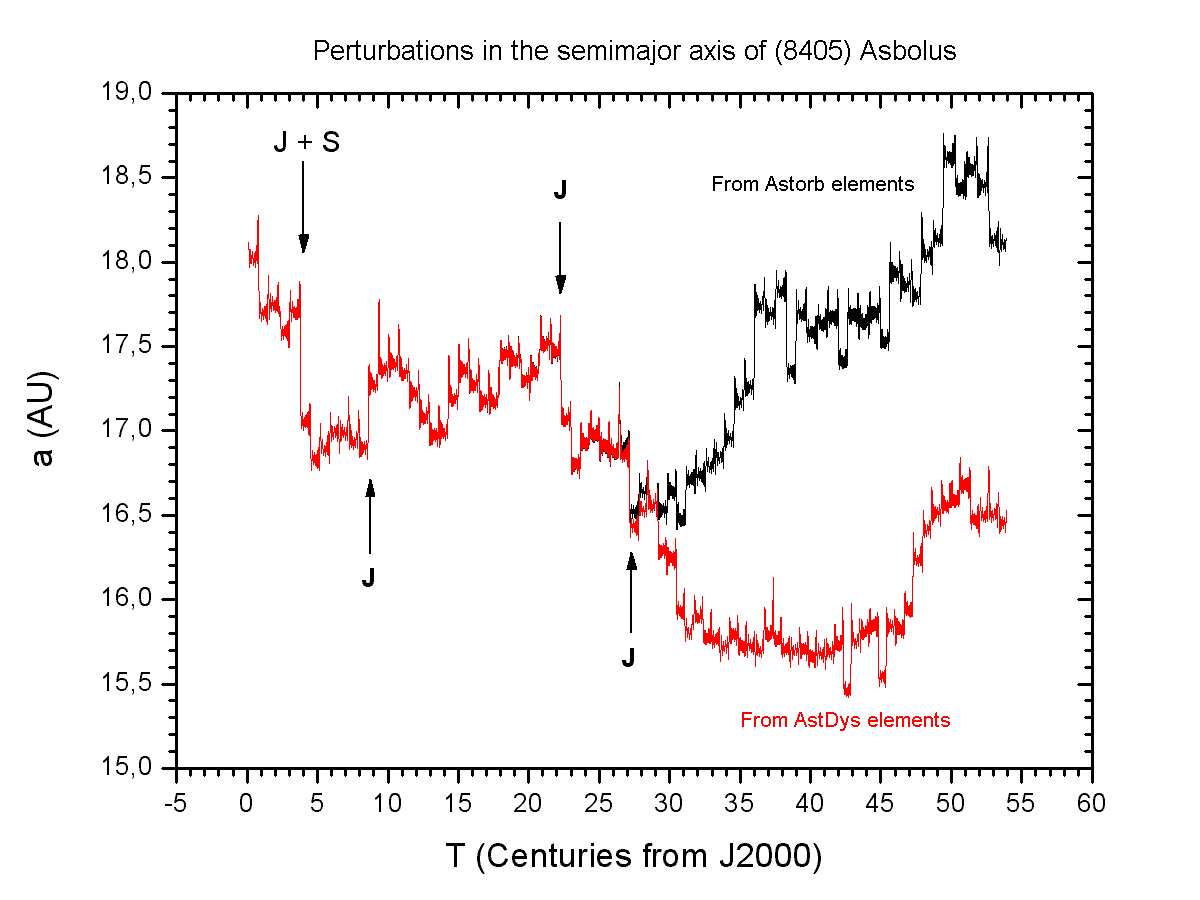
現在の軌道要素のわずかに異なる2つの推定値を用いて計算された、今後5500年間のアスボルス (8405 Asbolus) の軌道長半径。4713年に木星と遭遇した後の2つの計算結果の振る舞いは、初期値鋭敏性を反映して大きく異なっている。

ケンタウルス族は軌道共鳴によって保護されていないため、100万年から1000万年のタイムスケールでは軌道が不安定である。 例えば、アミーカス (55576 Amycus) は天王星の3:4共鳴の近くの不安定な軌道にある。
摂動を受けてエッジワース・カイパーベルトから海王星軌道を横断するようになった天体は、海王星と重力相互作用する（起源説を参照）。その後、ケンタウルス族として分類されるようになるが、その軌道はカオス的で、1つ以上の外惑星への近接遭遇を繰り返すほどより急速にケンタウルス族として進化する。ケンタウルス族の中には木星横断軌道に進化するものもあり、その場合、近日点は内部太陽系（太陽からメインベルトまでの領域）に入り込み、彗星活動を示すものは木星族彗星として再分類されることもある。ケンタウルス族の天体は、最終的に太陽や惑星に衝突するか、惑星、特に木星に接近した後に星間空間に放り出されると考えられている。

## 物理的特徴
ケンタウルス族の天体はサイズが比較的小さいため表面の観測はできないが、色指数やスペクトルを得ることによって表面の組成や天体の起源についての考察が可能となる。

### 色

ケンタウルス族の色の分布。色指数は、青 (B) 、可視光 (V) および赤 (R) のフィルターを通して天体の見かけの等級を測定したものである。この図は、既知の色指数を持つ全てのケンタウルス族について、これらの違いを誇張した色で示している。参考として、海王星の第1衛星トリトン (Neptune I) とフェーベ、火星もプロットされている（黄色のラベル、サイズは縮尺ではない）。

ケンタウルス族の天体の色は多様性に富んでおり、表面組成についてのあらゆる単純なモデルを呼び起こす。ケンタウルス族は、2つのクラスにグループ化されるようである。
- 非常に赤い - 例:フォルス (5145 Pholus)
- 青（あるいは青灰色） - 例:キロン

この色の違いを説明する多くの説があるが、大きく2つのカテゴリーに分けることができる。
1. 色の違いは、ケンタウルス族の起源や組成の違いに起因するものであるとする説
2. 色の違いは、放射線や彗星活動による宇宙風化のレベルの違いを反映しているものとする説

第2の説の例として、フォルスの赤みがかった色は、放射線を長く受けて赤く変色した有機物によるもので、キロンは周期的な彗星活動のために氷が露出しており、青または青灰色の色指数を示す、と説明される。しかし、彗星活動しているケンタウルス族の色は青（キロン）から赤 (166P/NEAT) までの範囲にわたるため、活動性と色の相関関係は定かではない。あるいは、フォルスは最近エッジワース・カイパーベルトから放り出されたばかりで、表面の変質過程がまだ起きていない可能性がある。
Delsantiらは、放射線による赤化と衝突による赤化という複数の競合するプロセスを示唆している。

### スペクトル
粒子径やその他の要因に関してスペクトルの解釈は不明瞭なことが多いが、表面組成についての識見を提供してくれる。色と同様に、観測されたスペクトルは地表のモデルの多くに適合する。
水氷のシグネチャーは、キロン、カリクロー、フォルスなど多くのケンタウルス族の天体で確認されている。この水氷のシグネチャーについても多くのモデルが提唱されている。
- カリクローの表面は、タイタンやトリトンで検出されたような無定形炭素とソリンの混合物であることが示唆されている。
- フォルスの表面は、タイタン様のソリン、カーボンブラック、カンラン石[29]と、メタノール氷の混合物で覆われていることが示唆されている。
- オーキュロエーの表面は、ケロジェン、カンラン石、少量の水氷の混合物であることが示唆されている。
- アスボルスの表面は、トリトン様のソリン15％、タイタン様のソリン8％、無定形炭素37％、氷のソリン40％の混合物であることが示唆されている。

キロンの表面は最も複雑であると考えられている。観測されたスペクトルは観測期間によって異なり、水氷のシグネチャーは低活動期に検出され、高活動期には消失した。

### 彗星との類似点

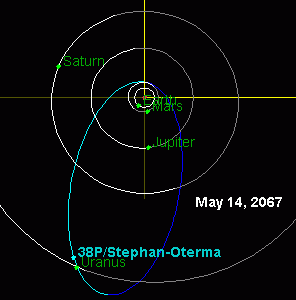
ステファン・オテルマ彗星 (38P/Stephan-Oterma) は、1982年から2067年にかけて木星、土星、天王星に接近し、ケンタウルス族のような挙動を見せる。

1988年と1989年に近日点付近で観測されたキロンは、コマを示していることが確認された。そのため、現在では正式に彗星と小惑星の両方に分類されているが、一般的な彗星よりもはるかに大きく、論争が続いている。他のケンタウルス族も彗星のような活動をしていないか監視されているが、これまでエケクルスと166P/NEATの2つがそのような活動を示している。166P/NEATはコマの状態で発見されたため、軌道はケンタウルス族のものであるが、彗星に分類されている。エケクルスはコマがなかったが、最近になって活動的になったため、現在では彗星と小惑星の両方に分類されている。ケンタウルス族全体では、彗星活動が検出されている天体は30個程度で、近日点距離の近い小さな天体に偏っている。
エケクルスとキロンでは、一酸化炭素がごく微量ながら検出されており、その結果、観測されたコマを説明するのに十分なCO放出率が算出された。エケクルスとキロンのCO放出率は、ケンタウルス族に分類されることが多いもう一方の遠方活動彗星であるシュヴァスマン・ヴァハマン第1彗星で一般的に観測されているよりもかなり低い値である。
ケンタウルス族と彗星の間には明確な軌道の区別はない。シュヴァスマン・ヴァハマン第1彗星とオテルマ彗星 (39P/Oterma) は、どちらも典型的なケンタウルス族の軌道を持っているためケンタウルス族に分類されてきた。オテルマ彗星は、1963年に木星の摂動でケンタウルス軌道に移る前までは彗星として活動していたが、現在は活動を見せていない。暗いステファン・オテルマ彗星は、近日点距離が木星軌道 (5.2 au) を超えてしまうとコマを見せなくなると考えられている。2200年までにゲーレルス彗星 (78P/Gehrels) は、より外側に移動して、ケンタウルス族のような軌道へ移るだろうと考えられている。

### その他の物理的特徴
光度曲線のピリオドグラム解析から、キロンの自転周期は5.5 ± 0.4 h、カリクローの自転周期は7.0 ± 0.6 h とされる。

## 起源
ケンタウルス族の起源に関する研究は近年目覚ましいものがあるが、物理的データ不足により結論は出ていない。これまで様々なモデルが提唱されている。シミュレーションでは、エッジワース・カイパーベルト天体の軌道が摂動され、ケンタウルス族の軌道へと移行することが示されている。散乱円盤天体は力学的には最適な候補であるが、ケンタウルス族が見せる二色性には合致しない。冥王星族 (plutino) は、同じように二色性を示すエッジワース・カイパーベルト天体の一種であり、冥王星による摂動のため、全ての冥王星族の軌道が当初考えられていたほど安定している訳ではないことが示唆されている。

## 主なケンタウルス族
主なケンタウルス族は以下の通り。
| 名称                             | 発見年 | 発見者                                 |
| -------------------------------- | ------ | -------------------------------------- |
| キロン (95P/2060 Chiron)         | 1977年 | C. T. コワル                           |
| フォルス (5145 Pholus)           | 1992年 | スペースウォッチ（D. ラビノウィッツ）  |
| ネッスス (7066 Nessus)           | 1993年 | スペースウォッチ（D. ラビノウィッツ）  |
| アスボルス (8405 Asbolus)        | 1995年 | スペースウォッチ（J. V. スコッティ）   |
| ヒュロノメ (10370 Hylonome)      | 1995年 | D. C. ジューイット他                   |
| カリクロー (10199 Chariklo)      | 1997年 | スペースウォッチ                       |
| (49036 Pelion)                   | 1998年 | R. J. ホワイトリー他                   |
| (52872 Okyrhoe)                  | 1998年 | スペースウォッチ（J. V. スコッティ他） |
| キルラルス (52975 Cyllarus)      | 1998年 | N. ダンズル                            |
| (31824 Elatus)                   | 1999年 | カタリナ・スカイサーベイ               |
| (32532 Thereus)                  | 1999年 | NEAT（ジェット推進研究所）             |
| (54598 Bienor)                   | 2000年 | DES（セロ・トロロ汎米天文台）          |
| エケクルス (174P/60558 Echeclus) | 2000年 | スペースウォッチ（J. V. スコッティ他） |
| (55576 Amycus)                   | 2002年 | NEAT                                   |
| クラントル (83982 Crantor)       | 2002年 | NEAT                                   |